# Aldeia Heroica - Santo Aleixo da Restauração
Aldeia Heroica - Santo Aleixo da Restauração é um repositório de aspectos históricos, antropológicos e etnográficos da aldeia de Santo Aleixo da Restauração, escrito por Bento Caldeira em 1997, e editado pela Edições Colibri.